# Светлогорское сельское поселение (Приморский край)
Светлогорское се́льское поселе́ние — сельское поселение в Пожарском районе Приморского края.
Административный центр — село Светлогорье.
Распоряжением Правительства РФ от 29 июля 2014 года № 1398-р «Об утверждении перечня моногородов» сельское поселение включено в категорию «Монопрофильные муниципальные образования Российской Федерации (моногорода) с наиболее сложным социально-экономическим положением».

## История
Статус и границы сельского поселения установлены Законом Приморского края от 7 декабря 2004 года № 191-КЗ «О Пожарском муниципальном районе»

## Население
| 2005  | 2010  | 2011  | 2012  | 2013  | 2014  | 2015  |
| ----- | ----- | ----- | ----- | ----- | ----- | ----- |
| 1676  | ↘1661 | ↘1652 | ↘1637 | ↘1628 | ↘1622 | ↗1635 |
| 2016  | 2017  | 2018  | 2019  | 2020  | 2021  |       |
| ↘1596 | ↘1586 | ↘1527 | ↘1496 | ↘1453 | ↘1396 |       |

## Состав сельского поселения
В состав сельского поселения входит один населённый пункт — село Светлогорье.

## Местное самоуправление
Администрация
Адрес: 692028, с. Светлогорье, ул. Хомякова, 4. Телефон: 8 (42357) 35-4-32
Глава администрации
- Литвиченко Денис Олегович (Снуп)